# لاکزنبورگ
لاکزنبورگ (به آلمانی: Laxenburg) یک منطقهٔ مسکونی در اتریش است که در ناحیه مودلینگ واقع شده‌است. لاکزنبورگ ۲٬۷۳۶ نفر جمعیت دارد.

## خواهرخوانده
شهر گدلو خواهرخواندهٔ لاکزنبورگ هست.